# Pays d'Aix Basket 13
Le Pays d’Aix Basket 13 est un club féminin français de basket-ball basé à Aix-en-Provence et fondé en 1952 sous le nom de l'ASPTT Aix-en-Provence.
En 2012-2013, il évolue en Ligue féminine de basket, le plus haut niveau de la hiérarchie du basket féminin, dont il est le plus ancien club. Le club qui grandit au cours des années 1970 pour atteindre l'élite en 1981, ne remporte qu'une Coupe de France en 2000, mais s'incline cinq fois en finale du Tournoi de la fédération. En coupe d'Europe, le club connaît plusieurs d'épopées, d'abord en Coupe Ronchetti avec deux demi-finale de suite puis une finale en 1998 et surtout en Eurocoupe qu'il remporte en 2003 et dispute une finale perdue en 2006.

## Historique

Le logo d’Aix-en-Provence BBHNF (jusqu’en 2004).

Le club de l'ASPTT Aix-en-Provence est créé en 1952. Il connait une forte croissance entre 1973 et 1981, en passant du championnat Excellence au championnat de Nationale féminine 1A. Il rentre dans la cour des grands en jouant deux demi-finale de la Coupe Ronchetti en 1996 et 1997 et la finale la saison suivante contre les Hongrois du Gysev Ringa Sopron qu'il perd 65-70 et 70-72. Le club confirme en 1999 en atteignant la finale du Tournoi de la Fédération contre le CJM Bourges Basket qu'il perd après avoir mené la finale de plus de quinze points.
Avec une équipe jeune, Aix remporte la Coupe de France en 2000 en battant l'US Valenciennes Olympic 51 à 48 en finale, mais une défaite 62 à 73 face à cette même équipe l'empêche d'attendre la finale du championnat de France. Si le club a du mal à remporter une coupe nationale (cinq défaite en finale du Tournoi de la Fédération entre 1991 et 2004), il se rattrape en Europe, ainsi il remporte l'Eurocoupe en 2003 en battant les Espagnoles de Caja Rural Las Palmas à Samara sur le score de 80 à 71, puis atteignent de nouveaux la finale en 2006 mais s'incline en finale face au Spartak Moscou 65 à 80 et 66 à 72. Depuis 2004, le club porte le nom de Pays d'Aix Basket 13.
Après 32 ans au plus haut niveau, Aix décide en mai 2013 de se retirer de la LFB et de demander sa relégation en Nationale 1, arguant notamment d'une baisse de 50 % des subventions municipales. Le président de l'ex-section professionnelle Guy Boillon explique : « À la fin de la saison 2011/2012, la Communauté du Pays d’Aix et la ville d’Aix-en-Provence avaient décidé de ne plus étiqueter le basket féminin comme sport de haut niveau. Nous avons ensuite reçu une diminution de 50 % de nos subventions, soit 310 000 euros de moins. Pour le justifier, ils ont évoqué la crise, mais aussi l’absence de résultats, de public, et de politique de formation, selon les termes employés. Fin avril 2012, à la suite d'une réunion avec le bureau directeur, on a décidé d’utiliser la marge financière dont le club disposait pour repartir pour une saison. On voulait prouver notre capacité à rebondir, mais on est reparti dans des conditions très difficiles, avec un budget de moins d’un million d’euros, le plus petit de la LFB. On a relevé le pari, grâce à un recrutement qui, par mes relations en Australie, s’est avéré judicieux. On a recruté deux perles qui ont réalisé une saison exceptionnelle, en complétant avec des jeunes. L’entraîneur Bruno Blier a aussi fait du très bon travail. Mais depuis cette date, on savait que dans les conditions actuelles, avec le peu d’aide, le contexte économique qui, il faut bien reconnaître, est difficile, on aurait du mal à présenter une équipe pour la saison suivante. On s’était rencontré avec nos comptables pour faire le bilan et on avait pris la décision de renoncer, car c’était tout bonnement impossible. Les clubs partent avec un budget d’1,2 million, et nous, arrivions péniblement à 700 000. De plus, cette saison, la LFB avait décidé de demander aux clubs un versement sur la masse salariale de 4 % pour constituer un fonds de réserve, ce qui est d’ailleurs une bonne chose. Le 23 avril, le bureau a validé à l’unanimité la résiliation de la convention de délégation et donc les droits sportifs revenaient à la section amateure du Pays d’Aix Basket ASPTT, présidée par Maurice Donati. » À la suite de la volonté de maintenir la formation des jeunes joueuses, la rétrogradation volontaire de Pays d’Aix Basket en Ligue Féminine 2 est acceptée par le bureau fédéral de la FFBB.
Avec un déficit cumulé se monterait à 514 000 euros, le club est dissout au début de l'été 2015 et laisse la place à l'association « Aix Provence Basket ».

## Palmarès
International
- Eurocoupe
  - Vainqueur : 2003
  - Finaliste : 2006
- Coupe Ronchetti
  - Finaliste : 1998

National
- Coupe de France
  - Vainqueur : 2000
- Tournoi de la fédération
  - Finaliste : 1991, 1999, 2000, 2003, 2004

Equipes jeunes
- Champion de France Espoir 
  - Vainqueur : 1999

## Effectif 2014-2015
Entraîneur : Virgile Abel
Adjoint : Frédéric Lambert
| Numéro | Nom                      | Née en       | Taille | Nationalité | Poste      |
| 4      | Camille Coste            | 1996         | 1,68m  | France      | Meneuse    |
| 5      | Viviane Adjutor          | 10 août 1993 | 1,85m  | France      | Arrière    |
| 6      | Bérengère Dinga Mbomi    | 1995         | 1,70m  | France      | Arrière    |
| 7      | Ljijanana Tomasevic      | 1988         | 1,72 m | Serbie      | Meneuse    |
| 9      | Émilie Petiteau-Silbande | 15 mai 1981  | 1,78m  | France      | Arrière    |
| 11     | Manon Cuomo              | 1992         | 1,66m  | France      | Meneuse    |
| 12     | Stéphanie M'Baye         | 1995         | 1,80m  | France      | Ailière    |
| 13     | Natty Chambertin         | 6 mai 1994   | 1,85m  | France      | Ailière    |
| 14     | Justine Barthelemy       | 1993         | 1,85m  | France      | Intérieure |
|        | Shante Marie             | 1991         | 1,89m  | États-Unis  | Intérieure |

## Personnalités importantes du club

### Joueuses marquantes[2]

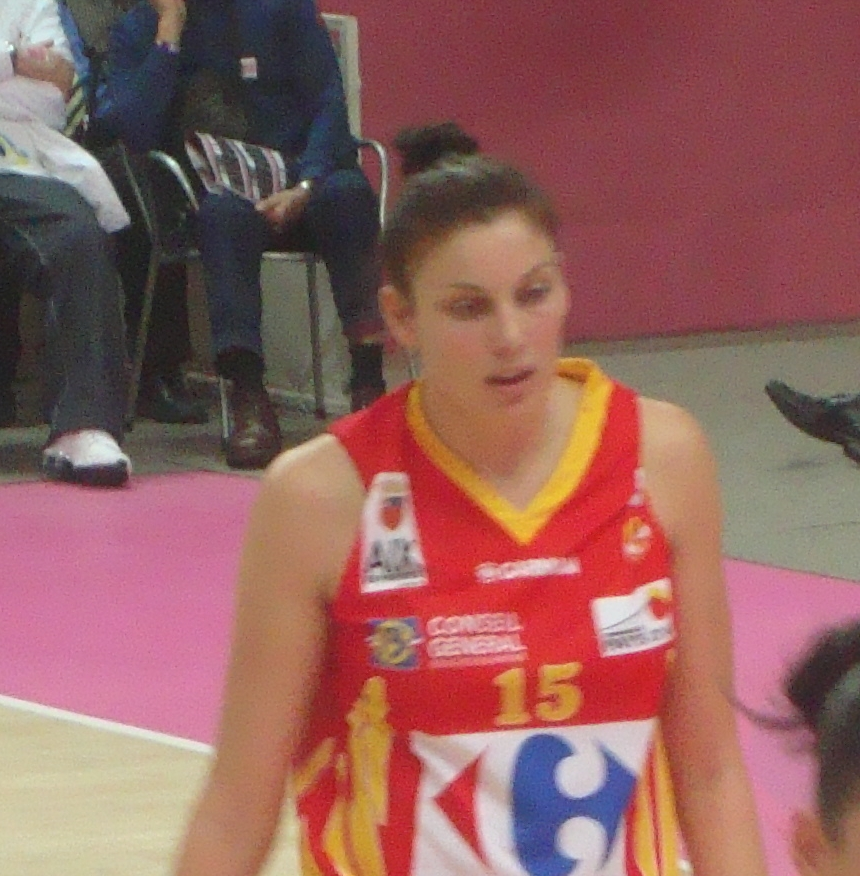
L'australienne Hollie Grima.

- Lucienne Berthieu-Poiraud Eurocoupe 2003 avec Aix-en-Provence
- Emmanuelle Bergeron
- Odile Santaniello 9 fois MVP du Championnat de France
- Nicole Antibe
- Johanna Boutet-Ruiz
- Sylvie Gruszczynski
- Allison Feaster Meilleure joueuse étrangère de la LFB en 2004.
- Nyedzi Kpokpoya
- Corinne Zago-Esquirol Vainqueur de la Coupe Ronchetti
- Andrea Kuklová
- Cathy Melain : 3 fois MVP du Championnat de France.plusieurs fois championne de France et vainqueur de l’Euroligue avec Bourges
- Iziane Castro Marques
- Allison Feaster Meilleure joueuse étrangère de la LFB en 2004
- Kristi Harrower 2002-2003 : Vainqueur de l’EuroCup avec Aix-en-Provence. Joyeuse au multiples titres dont un championnat du monde en 2006.
- Edwige Lawson-Wade
- Sandra Le Dréan
- Nathalie Lesdema
- Laure Savasta
- Hollie Grima Championne du monde en 2006.
- Marianna Tolo Meilleure joueuse étrangère du championnat de France. Championne du monde en 2006.

### Entraîneurs successifs
- 0000-1989 :  Sylvain Candélon
- 1989-1990 :  Serge Barbitch
- 1990-1992 :  Ghislaine Renaud
- 1992-1994 :  Laurent Villar
- 1994-1998 :  Jacques Vernerey

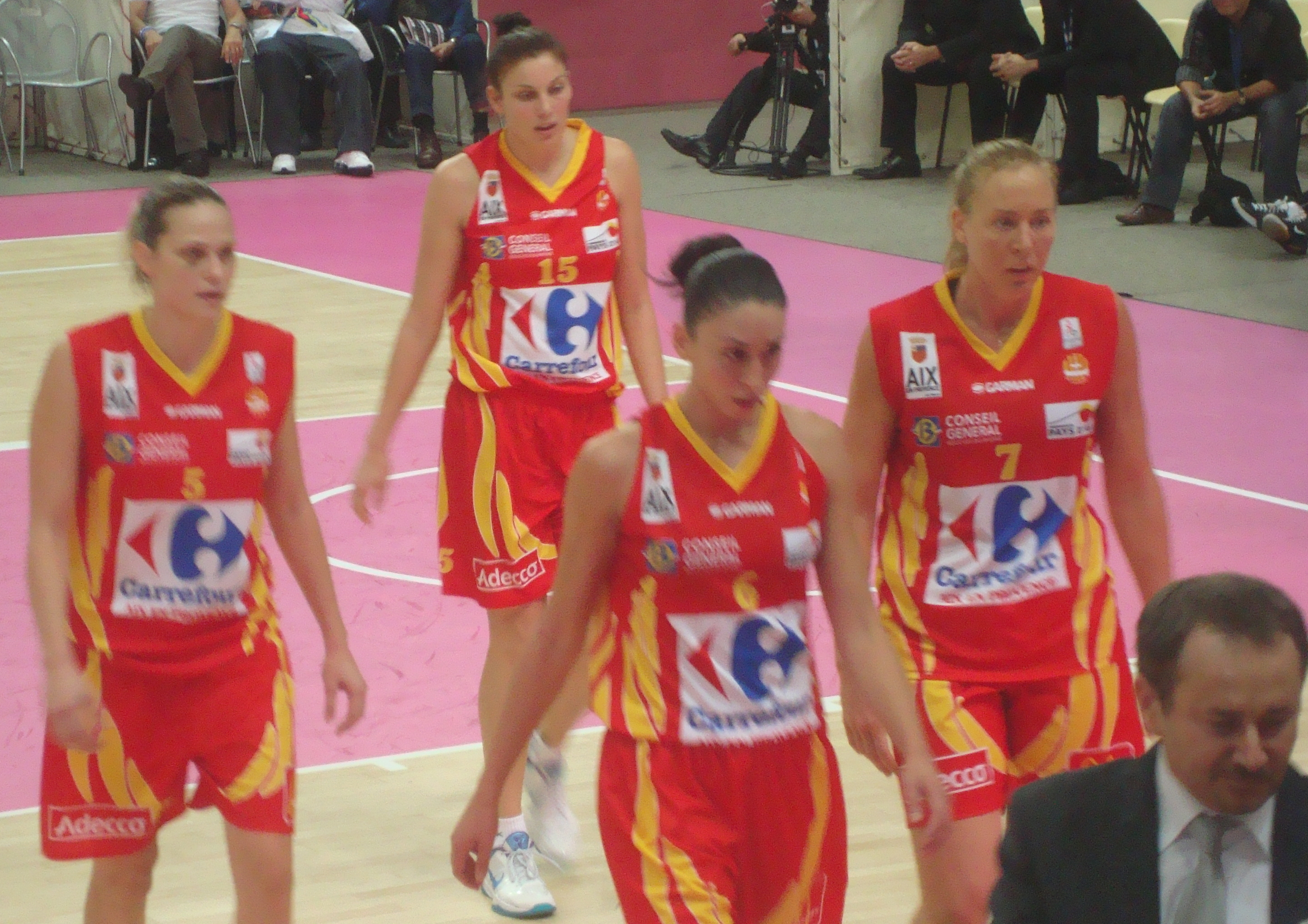
Des joueuses d'Aix et Emmanuel Cœuret en octobre 2010.

- 1998-2004 :   Abdou N’Diaye Entraîneur LFB de l’année en 2000 et 2003 et le titre le plus Prestigieux du club Vainqueur de la Coupe Fiba Europe féminine en 2003.

- 2004-2005 :  Hélène Guillaume
- 2005-2007 :  Alain Weisz
- 2007-2009 :  Erik Lehmann
- 2009-2011 :  Emmanuel Cœuret
- 2011-2013 :  Bruno Blier
- 2013-2014 :  Damien Leroux
- 2014-2015 :  Virgile Abel